# Offensive de Jytomyr-Berditchev
Front de l'Est de la Seconde Guerre mondiale
 (Offensive Dniepr-Carpates)
Batailles
Front de l’Est

Prémices :
- Campagne de Pologne
- Guerre d’Hiver

Guerre germano-soviétique :
- 1941 : L'invasion de l'URSS

- Opération Barbarossa

Front nord : 
- Guerre de Continuation
- Opération Silberfuchs
- Siège de Léningrad

Front central : 
- 2e bataille de Brest-Litovsk
- Bataille de Białystok–Minsk
- 1re bataille de Smolensk
- Bataille de Kiev

Front sud : 
- Siège d'Odessa
- Campagne de Crimée

- 1941-1942 : La contre-offensive soviétique

Front nord : 
- Poche de Demiansk
- Poche de Kholm

Front central : 
- Bataille de Moscou

Front sud : 
- Seconde bataille de Kharkov

- 1942-1943 : De Fall Blau à 3e Kharkov

Front nord : 
- Offensive de Siniavino
- Opération Iskra
- Bataille de Krasny Bor
- Opération Poliarnaïa Zvezda

Front central : 
- Opération Mars

Front sud : 
- Bataille du Caucase (opération Fall Blau)
- Bataille de Stalingrad
- Opération Uranus
- Opération Saturne
- Offensive d'Ostrogojsk-Rossoch
- Offensive de Voronej-Kastornoe
- Opération Gallop
- Opération Étoile
- Troisième bataille de Kharkov

- 1943-1944 : Libération de l'Ukraine et de la Biélorussie

Front central : 
- 2e bataille de Smolensk
- Opération Bagration

Front sud : 
- Bataille de Koursk
- Bataille du Dniepr
- Offensive Dniepr-Carpates
- Offensive de Crimée
- Offensive de Lvov-Sandomir

- 1944-1945 : Campagnes d'Europe centrale et d'Allemagne

Allemagne : 
- Offensive Vistule-Oder
- Offensive de Poméranie orientale
- Siège de Breslau
- Offensive de Prusse-Orientale
- Bataille de Königsberg
- Bataille de Seelow
- Bataille de Bautzen
- Bataille de Berlin
- Capitulation allemande

Front nord et Finlande : 
- Guerre de Laponie
- Offensive Leningrad-Novgorod
- Bataille de Narva

Europe orientale : 
- Opération Margarethe
- Insurrection de Varsovie
- Soulèvement national slovaque
- Opération Panzerfaust
- Bataille de Budapest
- Opération Frühlingserwachen
- Offensive de Vienne
- Insurrection de Prague
- Offensive de Prague
- Bataille de Slivice

Front d’Europe de l’Ouest

Campagnes d'Afrique, du Moyen-Orient et de Méditerranée

Bataille de l’Atlantique

Guerre du Pacifique

Guerre sino-japonaise

Théâtre américain
L'offensive de Jytomyr-Berditchev (russe : Житомирско-Бердичевская операция ; ukrainien : Житомирсько-Бердичівська наступальна операція) fait partie d'une opération stratégique de l'Armée rouge menée sur l'Ukraine de la rive droite, l'offensive Dniepr-Carpates. L'opération est menée par les forces du 1er front ukrainien commandées par le général d'armée Nikolaï Vatoutine pendant la Seconde Guerre mondiale, du 24 décembre 1943 au 14 janvier 1944.
L'objectif consiste à vaincre la 4e armée blindée allemande du groupe d'armées Sud et à avancer jusqu'au fleuve Boug méridional tout en empêchant de nouvelles tentatives de l'ennemi de reprendre Kiev. Après une attaque d'ouverture sur un front de 300 kilomètres, les troupes soviétiques avancent de 80 à 200 km et libèrent la quasi-totalité des oblats de Kiev et de Jitomir, ainsi que les oblats de Vinnitsa et de Rovno. Le 1er front ukrainien prend position au nord des principales forces allemandes du groupe d'armées Sud. Les forces allemandes conservent cependant la rive ouest du Dniepr dans les environs de Kaniv.

## Prélude
À la suite de l’offensive stratégique de Kiev à la fin de 1943, les troupes du 1er front ukrainien sous le commandement de Vatoutine ont capturé une importante tête de pont sur la rive droite du Dniepr dans la région de Kiev, « surplombant » les troupes ennemies dans le sud-ouest de l’Ukraine. Dans une tentative de réduire la tête de pont et de reprendre Kiev, les forces allemandes décident contre-attaquer dans la région au sud de Jytomyr.
Manstein amène la 1re armée blindée à rejoindre la 4e armée blindée pour lancer une série de contre-attaques contre les flancs des forces soviétiques étendues. Ces contre-attaques, menées au cours des trois semaines suivantes, réussissent à créer une série de poches peu défendues, et les Allemands commencent à stabiliser leur front. Les contre-attaques allemandes infligent des pertes considérables en hommes et en matériel à l'Armée rouge, et une position défensive cohérente est finalement rétablie. Cependant, les Soviétiques disposent d'un grand nombre de forces en réserve et le succès obtenu par von Manstein demeure éphémère. La tentative de reprendre Kiev, dans le cadre de ce qu'on appelle la « défensive stratégique de Kiev », a échoué.

## Offensive de Jytomyr-Berditchev
Le 24 décembre 1943, le général Vatoutine débute son offensive générale en lançant l'attaque le long de l'autoroute Jytomyr-Kiev et de la ligne ferroviaire Fastov-Kaziatine avec trois armées : la 1re de la Garde (Andreï Gretchko), la 18e (Konstantine Leselidze) et la 38e armée (Kirill Moskalenko). Outre les formations et unités soviétiques, la 1re brigade tchécoslovaque (en) participe également à l'opération.
L'attaque, précédée d'un puissant barrage initial d'artillerie, débute dans un épais brouillard et prend par surprise les troupes allemandes du XIIIe et du XLIIe corps d'armée par sa soudaineté et son intensité, et met immédiatement en péril le déploiement de la 4e armée blindée. De retour en toute hâte à son quartier général de Vinnytsia, le maréchal von Manstein comprend la gravité de la situation et commence à désengager les trois divisions blindées du XLVIIIe corps de blindés du général Hermann Balck, déployées au nord du XIIIe corps d'armée, afin de les transférer vers le sud et de contre-attaquer le coin d'attaque soviétique sur le flanc. Cependant, la situation du front allemand s'avère déjà compromise ; les forces soviétiques étant en train d'exploiter le succès après la percée.
En janvier 1944, les forces du 1er front ukrainien ont avancé davantage vers le sud-ouest jusqu'à Berditchev (prise le 5 janvier), en direction de Vinnytsia et de Jmerynka, mais l'avancée vers le Boug méridional fut repoussée par les forces allemandes et en février, la ligne de front se stabilisa au sud-ouest de Berditchev et Koziatyn.

## Résultats

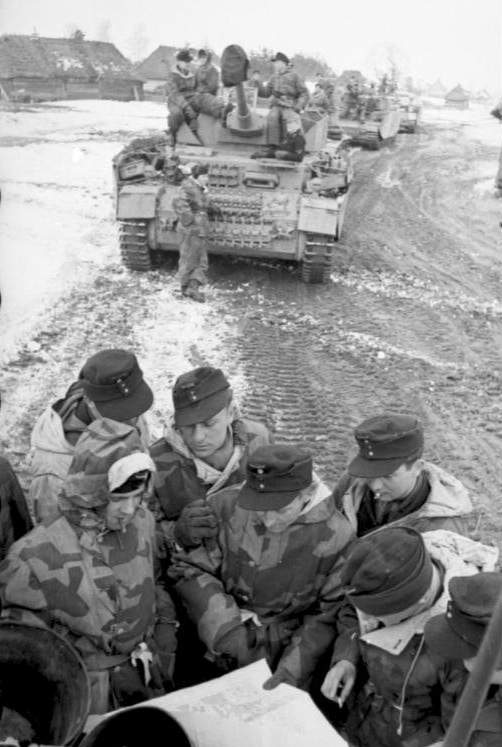
Groupe de chars allemands vérifiant sa position en janvier 1944.

Au total, au cours de l’opération, les Soviétiques ont obtenu des succès notables. Ayant progressé de 80 à 200 km, ils ont quasi complètement chassé les forces allemandes des oblats de Kiev et de Jytomyr, d'un certain nombre de raïons des oblats de Vinnitsa et de Rovno. Les Soviétiques se sont désormais dangereusement accrochés au nord sur le groupe d'armées Sud, tandis que les 27e et 40e armées ont profondément enveloppé les troupes allemandes continuant à tenir la rive droite du Dniepr dans les environs de Kaniv. Ces conditions provoqueront plus tard l'offensive Korsoun-Chevtchenkivskyï.
Le coup du 1er front ukrainien est porté à l'endroit le plus sensible du groupe d'armées Sud — son flanc nord, qui menace de couper ses forces principales des routes menant à l'Allemagne. Les 1re et 4e armées blindées opérant en première ligne subissent de lourdes pertes : les 143e et 147e divisions d'infanterie de réserve sont dissoutes, la 68e division d'infanterie est retirée du front en raison de lourdes pertes et envoyée en Pologne pour des rééquipements importants, tandis que l'effectif des 8e, 20e, 112e, 291e et 340e divisions est réduite de moitié. Au total, 8 divisions de la Wehrmacht sont détruites ou réduites de moitié.
Pour combler les brèches dans leur défense et arrêter l'offensive soviétique sur ce secteur, les Allemands doivent transférer d'urgence 12 divisions de la 1re armée blindée du sud de l'Ukraine vers cette zone. Les réserves s'avèrent pour la plupart épuisées, affectant le déroulement ultérieur des opérations. Pour parer aux attaques ultérieures des troupes soviétiques, le commandement allemand sera contraint de déployer des troupes d'Europe occidentale, ainsi que de Roumanie, de Hongrie et de Yougoslavie.